# Hotel Pandemonium
Hotel Pandemonium er en dansk kortfilm fra 2000 med instruktion og manuskript af Kasper Gaardsøe.

## Handling
En mørk og kold efterårsaften bryder Hektor Poulsens bil sammen på en øde landevej. Træt og modløs beslutter han sig for at forlade sin bil og går til den nærmeste landsby for at finde ly for natten. Han indlogerer sig på et lille, besynderligt hotel, hvis ejer efterlader et urovækkende indtryk. Hektor vågner op om natten til sit livs mareridt på Hotel Pandemonium.

## Medvirkende
- Søren Spanning - Hektor Poulsen
- Gyrd Løfquist - Ludvigsen